# Tina Pic
Tina Pic, née Mayolo le 9 mai 1966 à Santa Fe, est une coureuse cycliste et dirigeante d'équipe cycliste américaine.

## Biographie
Elle a notamment été deux fois médaillée d'or de la course en ligne aux championnats panaméricains et a remporté cinq fois le classement individuel de l'USA Cycling National Racing Calendar, calendrier national de courses d'USA Cycling, la fédération américaine de cyclisme. Elle est en 2010 directeur sportif de l'équipe Colavita-Sutter Home. Elle est l'épouse de Christopher Pic professionnel au début des années 2000.

## Palmarès
- 1998
  - 3e du Tour de Somerville
- 2000
  - USA Cycling National Racing Calendar
  - Tour de Somerville
  - 4e étape du Tour of the Gila
- 2001
  - Manhattan Beach Grand Prix
  - 2e du Tour de Somerville
- 2002
  - Historic Roswell Criterium
  - 2e de l'Athens Twilight Criterium
  - 2e du Tour de Somerville
  - 3e du championnat des États-Unis sur route
  - 3e du championnat des États-Unis du contre-la-montre
- 2003
  - Historic Roswell Criterium
  - Chris Thater Memorial Criterium
  - 2e de l'Athens Twilight Criterium
  - 3e du Tour de Somerville
- 2004
  - USA Cycling National Racing Calendar
  - Historic Roswell Criterium
  - International Cycling Classic
  - Athens Twilight Criterium
  - 1re et 2e étape de la McLane Pacific Classic
  - 4e étape de la Redlands Bicycle Classic
  - 1re étape de la Joe Martin Stage Race
  - 1re étape du Tour du Grand Montréal
  - 2e, 5e et 7e étapes du Tour de Toona
  - Manhattan Beach Grand Prix
  - 2e du T-Mobile International
  - 3e du championnat des États-Unis sur route
- 2005
  -  Médaillée d'or de la course en ligne des championnats panaméricains
  - USA Cycling National Racing Calendar
  - 3e étape du Geelong Tour
  - 1re étape du Tour de Nouvelle-Zélande
  - 3e étape de la San Dimas Stage Race
  - 1re étape de la Sea Otter Classic
  - 5e et 7e étapes du Tour de Toona
  - Chris Thater Memorial Criterium
  - 2e de la Sea Otter Classic
  - 3e du championnat des États-Unis sur route
  - 3e du Manhattan Beach Grand Prix
- 2006
  - USA Cycling National Racing Calendar
  - Garrett Lemire Memorial GP
  - 3e étape du Geelong Tour
  - 2e étape de la Redlands Bicycle Classic
  - 1re et 2e étapes de la Joe Martin Stage Race
  - 2e et 4e étapes du Tour de Toona
  - Sunny King Criterium
  - CSC Invitational
  - Tour de Somerville
  - 2e de l'Athens Twilight Criterium
  - 3e de la Liberty Classic
- 2007
  -  Médaillée d'or de la course en ligne des championnats panaméricains
  - 4e étape du Geelong Tour
  - 1re et 3e étapes de la Central Valley Classic
  - U.S. Cycling Open
  - US 100 K Classic
  - Tour de Leelanau
  - Historic Roswell Criterium
  - 2e du Sunny King Criterium
- 2008
  - USA Cycling National Racing Calendar
  - Sunny King Criterium
  - Historic Roswell Criterium
  - 2e et 6e étapes de la Mount Hood Classic
  - 2e étape du Nature Valley Grand Prix
  - 4e étape de la Fitchburg Longsjo Classic
  - Chris Thater Memorial Criterium
  - Tour de Somerville
  - 2e du championnat des États-Unis sur route
- 2009
  -  Championne des États-Unis du critérium
  - Historic Roswell Criterium
  - Tour de Somerville
  - 2e de l'Athens Twilight Criterium
  - 2e du Sunny King Criterium
- 2014
  - Athens Twilight Criterium
  - Historic Roswell Criterium
  - Wilmington Grand Prix
  - Crystal Cup
  - 1re étape de l'Intelligentsia Cup
  - 2e, 6e et 9e étapes du Tour of America's Dairyland
  - 2e du Manhattan Beach Grand Prix
  - 2e de l'Intelligentsia Cup
  - 3e du Tour of America's Dairyland
- 2015
  - Athens Twilight Criterium
  - Wilmington Grand Prix
  - Tour of America's Dairyland :
    - Classement général
    - 1re, 3e, 4e, 7e et 8e étapes

  - 3e du Manhattan Beach Grand Prix
- 2016
  - 1re et 2e étapes du Tour of America's Dairyland
  - Gastown Grand Prix
- 2017
  - 4e étape de la Gateway Cup
  - 3e de l'Athens Twilight Criterium
  - 3e de l'Historic Roswell Criterium
  - 3e du Wilmington Grand Prix
  - 3e de l'Intelligentsia Cup